# Jard-sur-Mer
Jard-sur-Mer ist eine französische Gemeinde mit 3.046 Einwohnern (Stand: 1. Januar 2022) im Département Vendée in der Region Pays de la Loire; sie gehört zum Arrondissement Les Sables-d’Olonne und zum Kanton Talmont-Saint-Hilaire.

## Geografie
Jard-sur-Mer liegt an der Côte de Lumière der französischen Atlantikküste. Das Flüsschen Île Bernard berührt die Gemeinde im Nordwesten und bildet nahe der Ortschaft La Vinière den Ästuar Payré, der nach rund fünf Kilometern bei der Pointe du Payré das offene Meer erreicht. Umgeben wird Jard-sur-Mer von den Nachbargemeinden Talmont-Saint-Hilaire im Norden und Westen sowie Saint-Vincent-sur-Jard im Osten.

## Bevölkerungsentwicklung
| Jahr      | 1962 | 1968 | 1975 | 1982 | 1990 | 1999 | 2006 | 2012 |
| Einwohner | 1168 | 1242 | 1413 | 1612 | 1817 | 2235 | 2449 | 2635 |

## Sehenswürdigkeiten
- Ehemalige königliche Abtei Notre-Dame de Lieu-Dieu aus dem 12. Jahrhundert, gegründet von Richard Löwenherz
- Katholische Pfarrkirche Sainte-Radegonde aus dem 11./12. Jahrhundert
- Kapelle Sainte-Anne, 1650 errichtet
- Windmühle

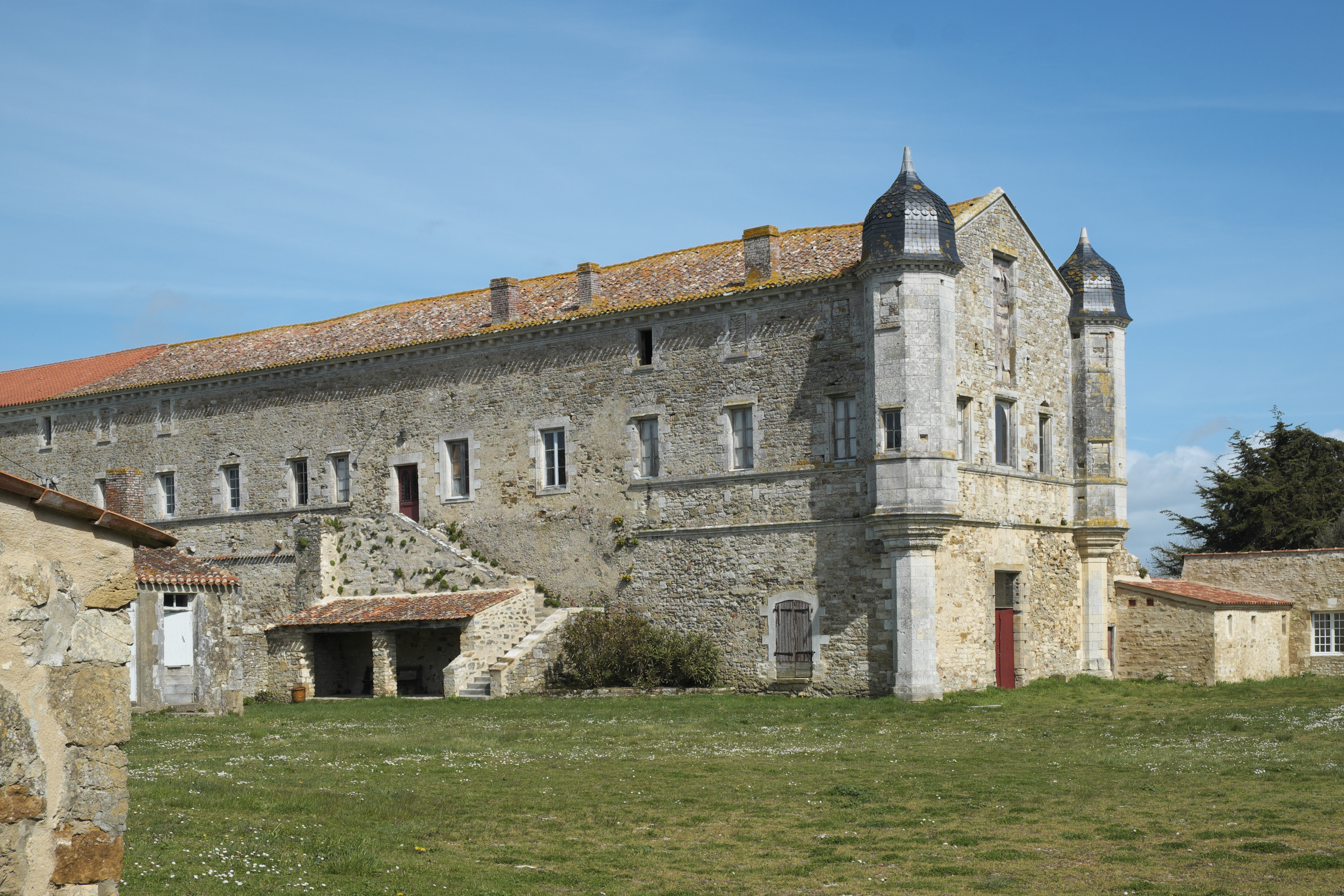
Abtei Notre-Dame-de-Lieu-Dieu
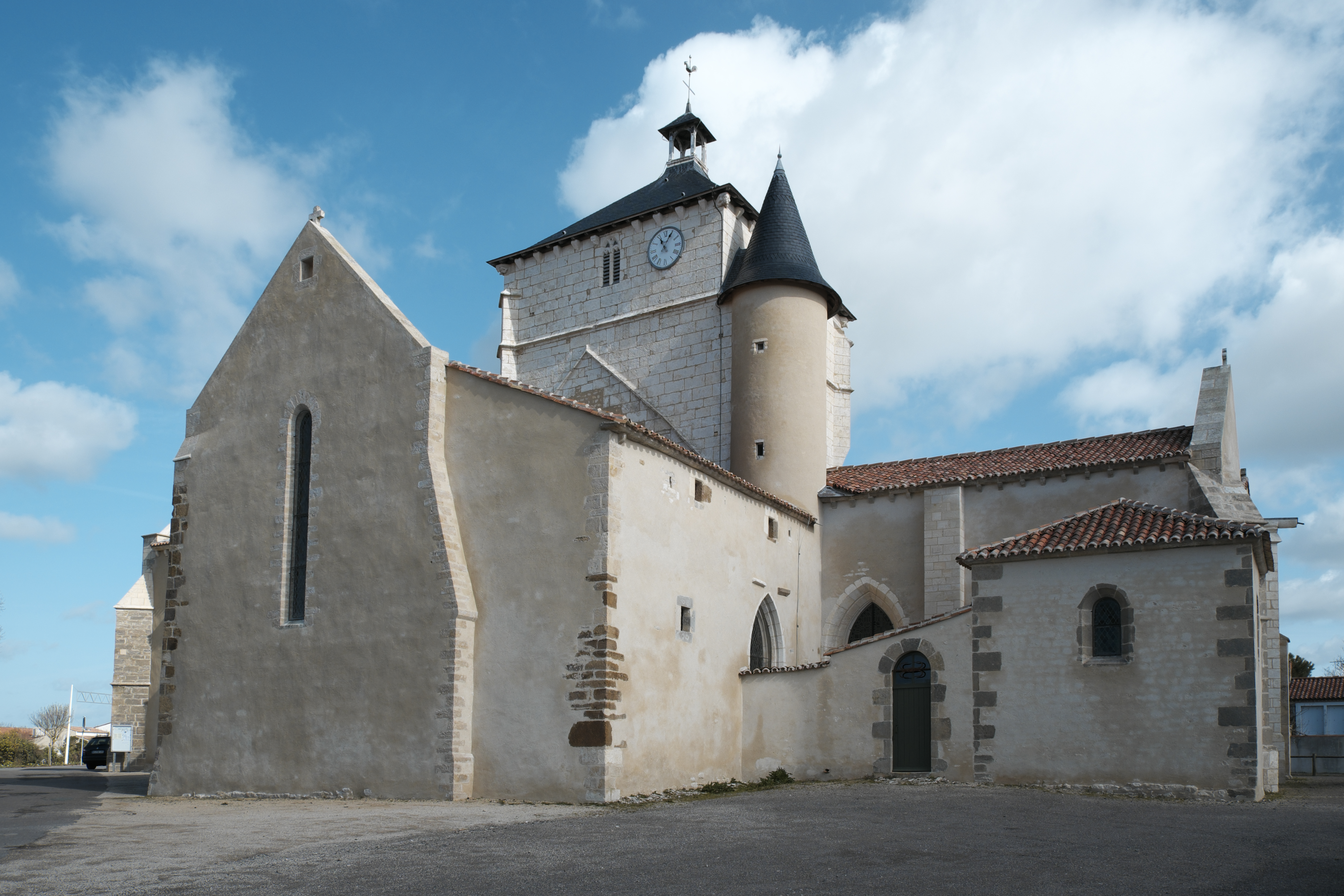
Kirche Sainte-Radegonde
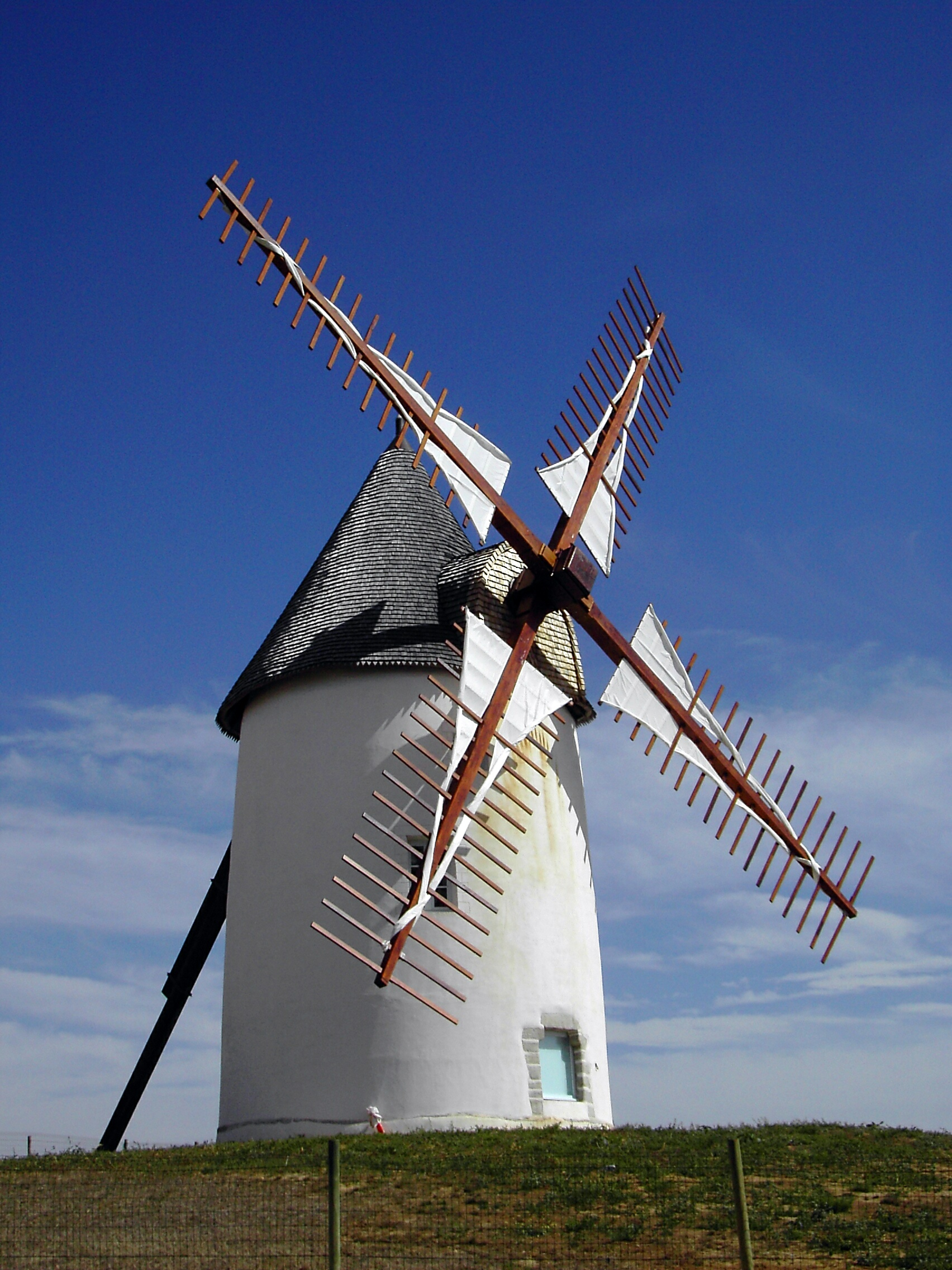
Windmühle